# Bnito

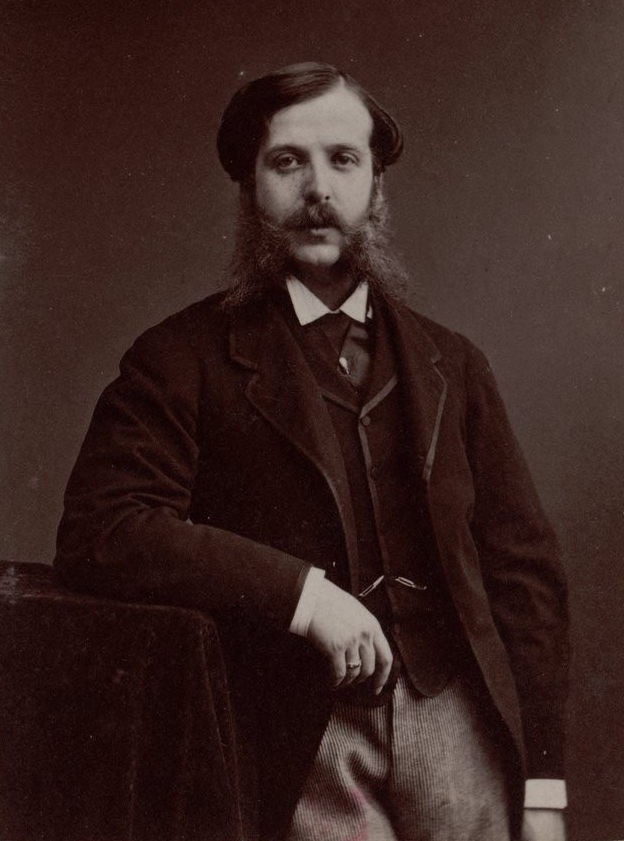
Il barone Alphonse de Rothschild fondatore della Bnito

La Bnito in russo Батумское нефтепромышленное и торговое общество?, Batumskoye Neftepromyshlennoye i Torgovoye Obschestvo (tradotto: Società petrolifiera e commerciale di Batumi) era una compagnia petrolifera russa fondata nel 1883 da Alphonse Rothschild della famiglia Rothschild di Francia. La società fu acquisita dalla Shell nel 1911.

## Storia
La famiglia Rothschild di Francia decise di investire nell'industria petrolifera a partire dal 1860. Le prime attività consistettero nella importazione di petrolio dagli Stati Uniti e nel 1879 divennero soci di Henri Deutsch de la Meurthe, imprenditore francese noto come "il re del petrolio in Europa",creando una società che realizzò raffinerie di petrolio a Barcellona, Trieste e Anversa. Per ridurre la dipendenza dalle sole importazioni di petrolio americano, la famiglia si interessò al boom dell'industria petrolifera nell'Azerbaigian allora parte dell'impero russo. Nell'area era già attiva la società Branobel, ma le proposte di collaborazione presentate ai proprietari, gli svedesi Robert e Ludvig Nobel, nel 1883-1884 non vennero accettate.
Nel 1883 venne fondata la Batumskoye Neftepromyshlennoye i Torgovoye Obschestvo (Società petrolifiera e commerciale di Batumi) abbreviata in Bnito, con sede Batumi in Georgia collegata in Francia con la Société commerciale et Industrielle de Naphte Caspienne et de la Mer Noire, Société Anonyme. Essendo i proprietari in possesso di rilevanti risorse economiche, l'azienda venne ben finanziata per espandere notevolmente le sue attività. Tra gli investimenti va menzionata la creazione di una ferrovia in grado di collegare a sud del Caucaso la città di Baku sul Mar Caspio con Batumi sul Mar Nero, passando per Tbilisi. Vennero anche realizzati serbatoi di stoccaggio del petrolio e raffinerie, tanto che al culmine delle operazioni, la Bnito era responsabile di un terzo della produzione totale di petrolio della Russia.
Nell'ultimo decennio del 19º secolo la società dei Rothschild vendeva kerosene in Europa, mentre tramite la Mazout, fondata con due partner russi, venivano commercializzati i prodotti petroliferi sul mercato russo. Nel 1891 la società commerciale dei fratelli Marcus e Samuel Samuel ottenne il diritto di vendere i prodotti Bnito in Asia nella zona ad est del Canale di Suez, ciò rese Bnito attiva in tutto l'emisfero orientale.
Durante le attività, la Bnito fu in forte concorrenza con la compagnia petrolifera americana Standard Oil. Nel periodo 1893-1895 la proprietà cercò di raggiungere un accordo con gli americani per aumentare i profitti, ma i colloqui non portarono a risultati. La Bnito iniziò una collaborazione con la olandese Shell Transport and Trading Company Ltd dei fratelli Samuel e Koninklijke Olie e nel 1902 i Rothschild acquisirono un terzo delle azioni della Asiatic Petrolum Company con Shell e Koninklijke Olie come partner. Nel 1907 queste ultime due società si fusero formando il Royal Oil/Shell Group. Nel 1911 la famiglia Rothschild vendette tutte le partecipazioni petrolifere russe al nuovo gruppo, concludendo la partecipazione industriale nelle attività. Venendo pagata in azioni, la proprietà Rothschild è diventata comunque uno dei principali azionisti del Royal Oil/Shell Group.